# Lektor
En lektor er en underviser ved et universitet, en professionshøjskole eller en fastansat lærer ved et gymnasium.

## Gymnasielektor
I gymnasieskolen er lektor den højeste lærertitel, som automatisk erhverves efter en række års ansættelse som adjunkt, hvorfor man ofte taler om anciennitetslektorer. I perioden 1809-1919 var betegnelsen overlærer.

## Videregående uddannelser

### Professionshøjskole
Som ansat underviser på en professionshøjskole vil man typisk, når man opnår fastansættelse, i første omgang blive ansat som adjunkt. I løbet af adjunktperioden, som i udgangspunktet varer 4 år, skal man bevise sit akademiske værd, afsluttende med en såkaldt lektoranmodning.
Lektoranmodningen var i 2018 et skrivelse på maksimalt 40 normalsider, hvorigennem man redegør for sine kompetencer i forhold til at
1) inddrage international forskning i sit virke
2) gennemføre institutionelle udviklingsopgaver
3) planlægge, gennemføre og evaluere efter- og videreuddannelse
4) planlægge, gennemføre og evaluere undervisning på professionshøjskolens grunduddannelse.
Lektoranmodningen afleveres senest 6 måneder inden adjunktperiodens udløb og bedømmes herefter af et udvalg bestående af 3 lektorbedømmere, hvoraf adjunkten igennem sin institution har mulighed for at pege på en af disse.
Godkendes lektoranmodningen, overgår adjunkten umiddelbart til lektoransættelse. Godkendes lektoranmodningen ikke, indstilles adjunkten til afskedigelse ved udløbet af den 4 år lange adjunktperiode. I særlige tilfælde kan adjunkten opnå én mulighed mere for at blive lektorbedømt.

### Universitet
Lektorer på universitetet har som regel som hovedopgave at forske og undervise. En fastansat lektor ved et universitet kaldes også en universitetslektor.
Betingelsen for at kunne blive ansat som universitetslektor er, at man efter ph.d.-graden har erhvervet sig yderligere videnskabelige og pædagogiske kvalifikationer – typisk opnået gennem ansættelse som adjunkt, hvor man bl.a. gennemfører en universitetspædagogisk uddannelse.
Under sammenligning med nordamerikanske forhold oversættes denne stillingsbetegnelse sommetider til associate professor.

#### Ekstern lektor
På universiteterne er eksterne lektorer ansat på deltid for at undervise. Af eksterne lektorer kræves ikke samme videnskabelige og pædagogiske kvalifikationer som af fastansatte universitetslektorer, endskønt de enkelte steder besidder dem – dette varierer dog meget inden for forskellige fagområder. En ekstern lektor udfylder som oftest den funktion, som en amanuensis havde før i tiden.[kilde mangler]
På engelsk oversættes denne stillingsbetegnelse til "part-time lecturer", hvorfor de også adresseres med "professor" på engelsk.[kilde mangler]

#### Klinisk lektor
På universiteterne er kliniske lektorer ansat for at undervise inden for lægevidenskab og har typisk ingen forskningsforpligtelse. Af kliniske lektorer kræves ikke samme videnskabelige kvalifikationer som af fastansatte universitetslektorer, dvs. ingen ph.d.-grad, men de skal være uddannede specialelæge i de fag, de underviser.
På engelsk oversættes denne stillingsbetegnelse almindeligvis til "Clinical Associate Professor".

#### Journalistisk lektor
Journalistisk lektor er en stillingsbetegnelse, der anvendes på Center for Journalistik under Institut for Statskundskab ved Syddansk Universitet i Odense. Journalistiske lektorer er ansat for at undervise i journalistisk håndværk og har typisk ingen forskningsforpligtelse. Som ved studielektorer kræves der af journalistiske lektorer ikke de samme videnskabelige og pædagogiske kvalifikationer, som der kræves af universitetslektorer. Derfor er en "journalistisk lektor" ikke det samme som en "lektor i journalistik".
Stillingskategorien journalistisk lektor er ikke opført i Personalestyrelsens cirkulære om "Stillingsstruktur for videnskabeligt personale ved universiteter". Stillingskategorien journalistisk lektor kan bedst sammenlignes med en studielektor.
Center for Journalistik oversætter Journalistisk lektor til "Journalistic lecturer" på engelsk. På Journalisthøjskolen i Aarhus betegnes samme stillingskategori som "lektor" og oversættes her til "Associate Professor".

#### Studielektor
Studielektorer findes på Højere forberedelseseksamen, i gymnasieskolen, på seminarier og på universiteterne.
På HF, i gymnasieskolen og på seminariet er en studielektor en lektor med særlige opgaver.
På universiteterne er studielektorer ansat for at undervise og har typisk ingen forskningsforpligtelse. Af studielektorer kræves ikke samme videnskabelige kvalifikationer som af fastansatte universitetslektorer, bl.a. ingen ph.d.-grad. 
På engelsk oversættes denne stillingsbetegnelse på universiteterne til "Teaching Associate Professor", om end denne titel er sjældent brugt i engelsksprogede lande.

#### Dansk lektor i udlandet
En dansk lektor i udlandet er en lektor, som underviser i dansk sprog og/eller kultur på et universitet i udlandet. En sendelektor er en dansk lektor i udlandet som er finansieret af Uddannelses- og Forskningsministeriet. Stillingen har ikke samme status og krav som et almindelige lektorat på et universitet.